# Dischalis
Dischalis é um gênero de traça pertencente à família Arctiidae.